# 戴淑嬈
戴淑嬈，JP（1966年9月26日—），香港公務員，現任香港郵政署長，曾擔任政府產業署署長。她從香港大學畢業後一直任職於香港政府政務職系，曾於多個不同決策科局及部門任職，亦曾獲保送至牛津大学和哈佛大学進修。她在2012年3月至2016年7月擔任香港電台副廣播處長，任內曾向香港立法會提出以60.5億港元興建港台新大樓，但因闖關失敗而擱置計劃。她在2019年9月1日起出任政府產業署署長，針對2019冠状病毒病疫情作出多項措施，包括增加政府辦公室的清潔次數及購置體溫計和消毒用品等。她於2021年9月2日升任香港郵政署長，以推動郵政服務轉型來應對受疫情影響的惡劣經營環境。

## 早年生涯
戴淑嬈生於1966年9月26日，並在1988年於香港大學取得管理学理學學士。

## 公務員生涯

### 殖民地時期
戴淑嬈在1988年取得學士學位後，隨即於同年7月獲港英政府聘任為政務主任。她首先獲派至政務總署任職，再於1990年5月調任至布政司署公務員事務科。及後，她在1991年9月獲港府保送至牛津大学修讀公共行政学課程，並在1992年7月回港。返港後，她續於布政司署任職，先後於財政科及政務科工作。
戴在香港回歸前於1996年11月改至布政司辦公室轄下行政署任職助理署長，包括監督禮賓處的工作。她在香港回歸前後負責檢討太平紳士制度，除將太平紳士的權力來源由《英皇制誥》改為本地法律外，亦重新審視其在司法系統上職能。削弱太平紳士權力因1998年蔴埔坪監獄發生毆鬥而受到公眾關注，戴就此指出持續檢討可完善相關授權條文，以加強太平紳士巡視的效用。另外，她在赤鱲角新機場開幕時亦負責政府貴賓室的設計，以及調整政府貴賓室的使用者名單，將英國冊封的爵士從名單上移除。

### 主權移交初期
新機場啟用後，戴淑嬈在1998年10月獲調任財政司司長辦公室轄下的工商服務業推廣署擔任助理處長，負責方便營商及公共服務私營化等工作。她在2000年統籌將地政總署轄下的測繪處改為港府的獨資企業運作，並設立調職及自願離職計劃，惟相關職工在多個會議上批評計劃草率，僅為控制公務員人數及減少營運開支。隨著投資推廣署在2000年7月成立以取代工商服務業推廣署，政府服務改革的工作轉交至效率促進組，戴亦因此調任效率促進組助理專員。在任內，她亦擴展外判服務，並向公務員組織指出改革不會對他們造成負面影響。
戴在2001年轉任公務員事務局首席助理局長，負責住屋資助及人員編制政策。她在任內不時就公務員的宿舍、房屋津貼及人員編制事宜出席立法會委員會會議。在2001年中，電台主持鄭經翰批評港府就庾文翰事件的紀律調查形同虛設，她因而在《南華早報》上撰寫反駁文章，指港府對公務員的紀律管理符合自然公正原則，行之有效。及後，她前往哈佛大学的哈佛肯尼迪学院修讀職涯中期公共行政碩士課程，並於2007年畢業。

### 首長級乙級政務官

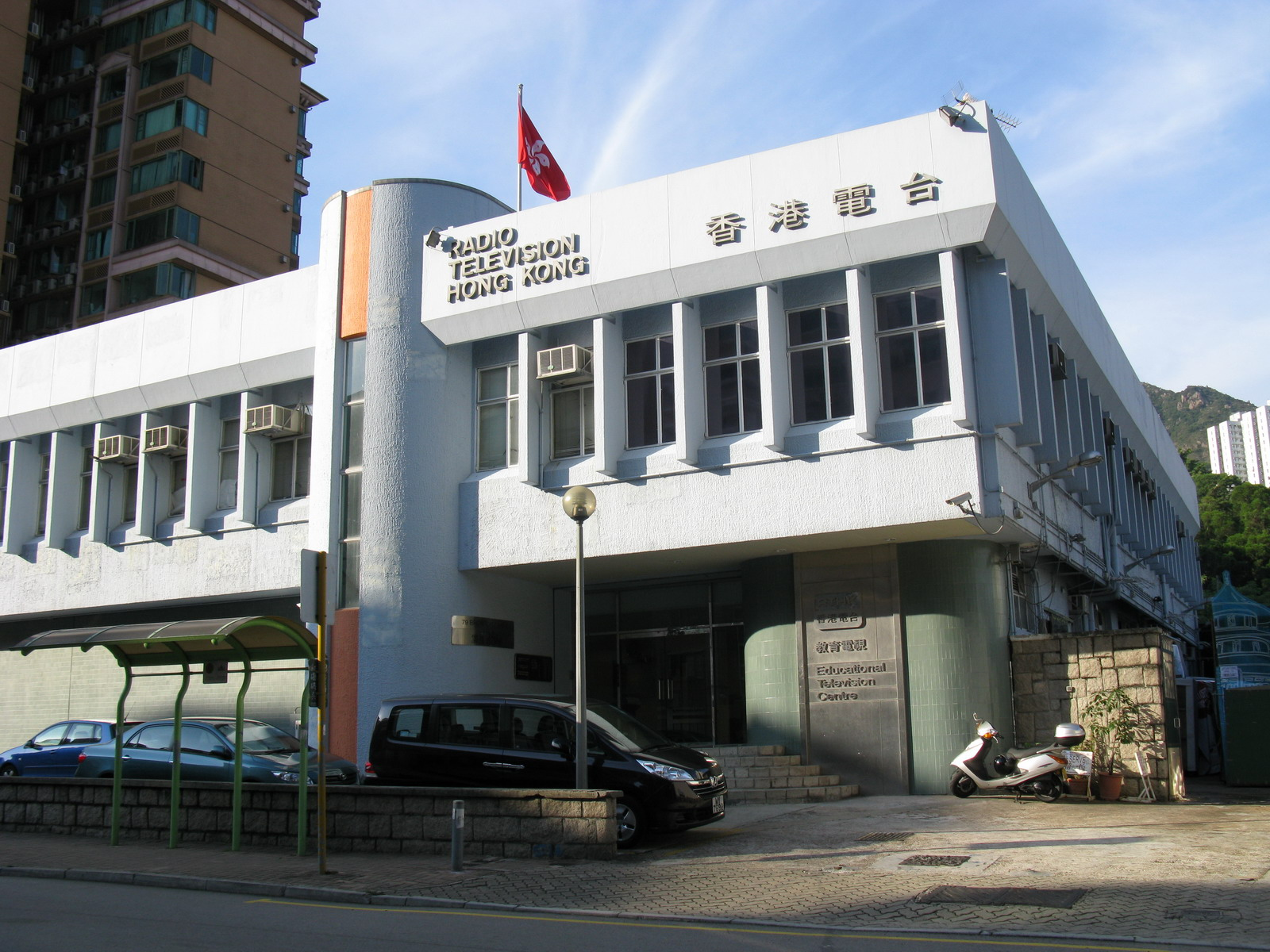
戴淑嬈在2012年3月至2016年7月出任香港電台副廣播處長

港府在2007年8月安排從美國返港的戴淑嬈於工業貿易署任職助理署長，負責推廣及資助香港的中小企，以及與各工業組織聯絡。然而，就任不足一年的她很快就獲晉升為副署長，試任首長級乙級政務官，分管雙邊貿易、区域组织及欧洲貿易市場。在任內，她亦肩負擔任太平洋經濟合作議會香港委員會等組織的官方代表的職責。及後，她在2009年確任首長級乙級政務官，並在同年7月1日進一步受委任為官守太平紳士。她在工貿署一直任職至2012年1月，再在同年3月獲港府調任至香港電台，接替梁松泰出任副廣播處長。
戴任職副廣播處長時主要負責部門發展事宜，包括部門行政、審視組織架構及規劃香港電台新大樓等工作。戴經常與處長鄧忍光向香港立法會、港台職工及公眾解釋政策、指引及預算，惟興建港台新大樓的60.5億港元撥款屢被阻撓，最終被迫放棄計劃，但她成功爭取就數碼電視廣播建造新的基站。另外，她亦推動香港電台與其他政府部門的合作，曾與政制及內地事務局呼籲市民登记成為选民，以及和衞生署宣傳關懷艾滋病患者。梁家榮在2015年接任處長職務後，儘管港台大樓漏水問題持續惡化，但商務及經濟發展局局長蘇錦樑卻因忙於處理亞洲電視在2016年停播等問題而不急於新大樓計劃，港府同時亦安排葉李杏怡接任戴的職務，重新部署新大樓計劃。最終，她在2016年7月離任港台副處長，調返政府總部。

### 首長級乙一級政務官

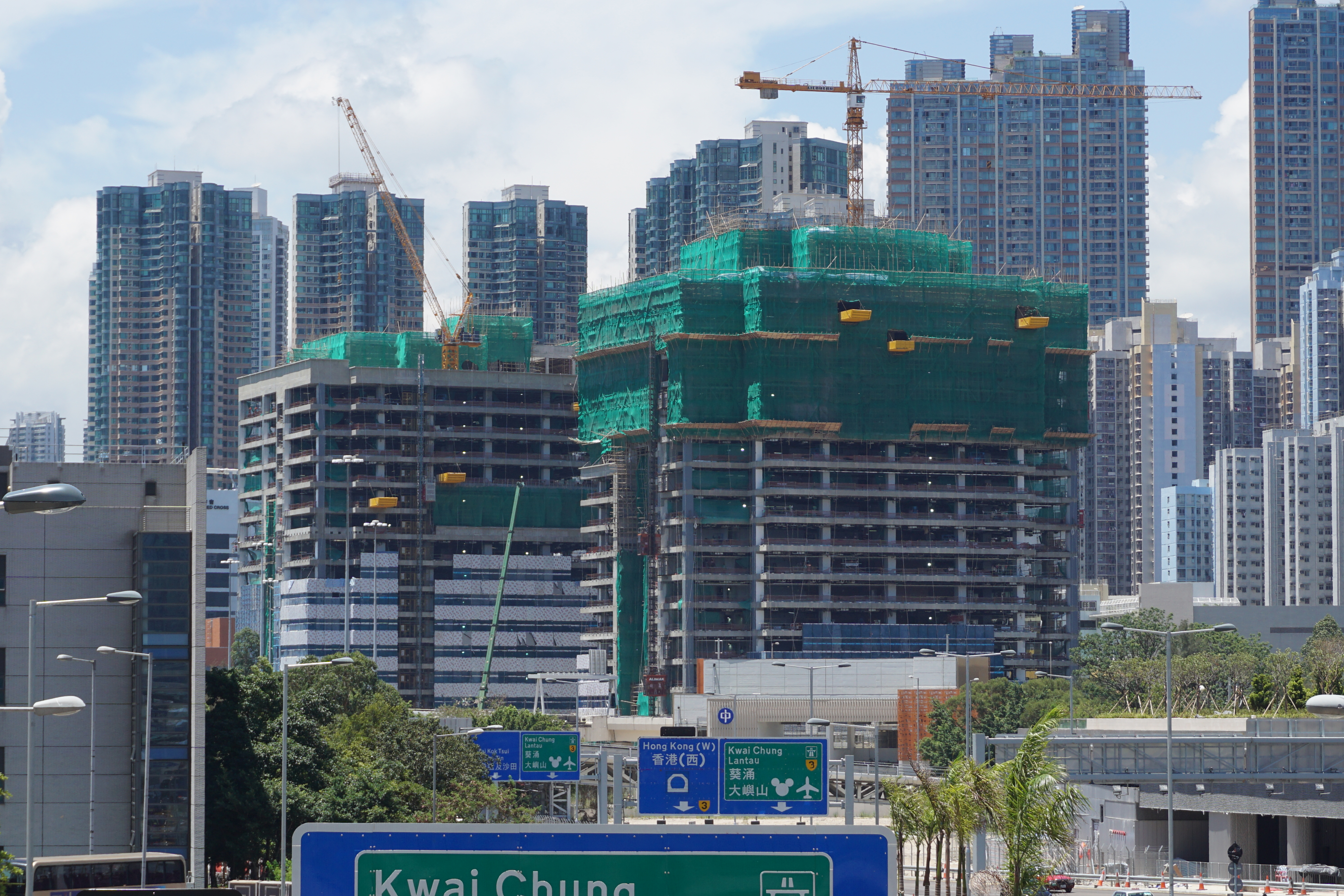
戴淑嬈在2019年11月至2021年9月擔任政府產業署署長

重返政府總部的戴淑嬈在2016年7月起出任勞工及福利局副秘書長，專責福利事務。她亦因此出席婦女事務委員會等會議，甚至制定港府的性別主流化等社會性別方針。她在2017年曾推動修改香港的家庭法，就父母責任模式提供更多法律明文細節。在2018年，她提出撥款為每兩所幼稚園提供一名專責社工，雖然獲得辦學人士廣泛支持，但社福界則促請港府加強關注學生的需求。在任內，她於2018年4月晉升至首長級乙一級政務官。
港府在2019年11月11日委任戴為政府產業署署長。在2019冠状病毒病疫情爆發後，她為恢復公共服務，在各座政府合署安裝體溫計和消毒設備，以及加密清潔公用設施的次數。與此同時，她亦爭取港府從防疫抗疫基金撥款津貼清潔及保安服務承辦商的員工，並向數百名政府物業租戶提供租金寬減，應對疫情下嚴峻的經營環境。另外，她在2020年時聯同社會福利署向立法會申請撥款200億港元購入物業用作福利設施，如幼兒及長者中心等。不過，她任職產業署長不足兩年已因升遷而離任。

### 香港郵政署長

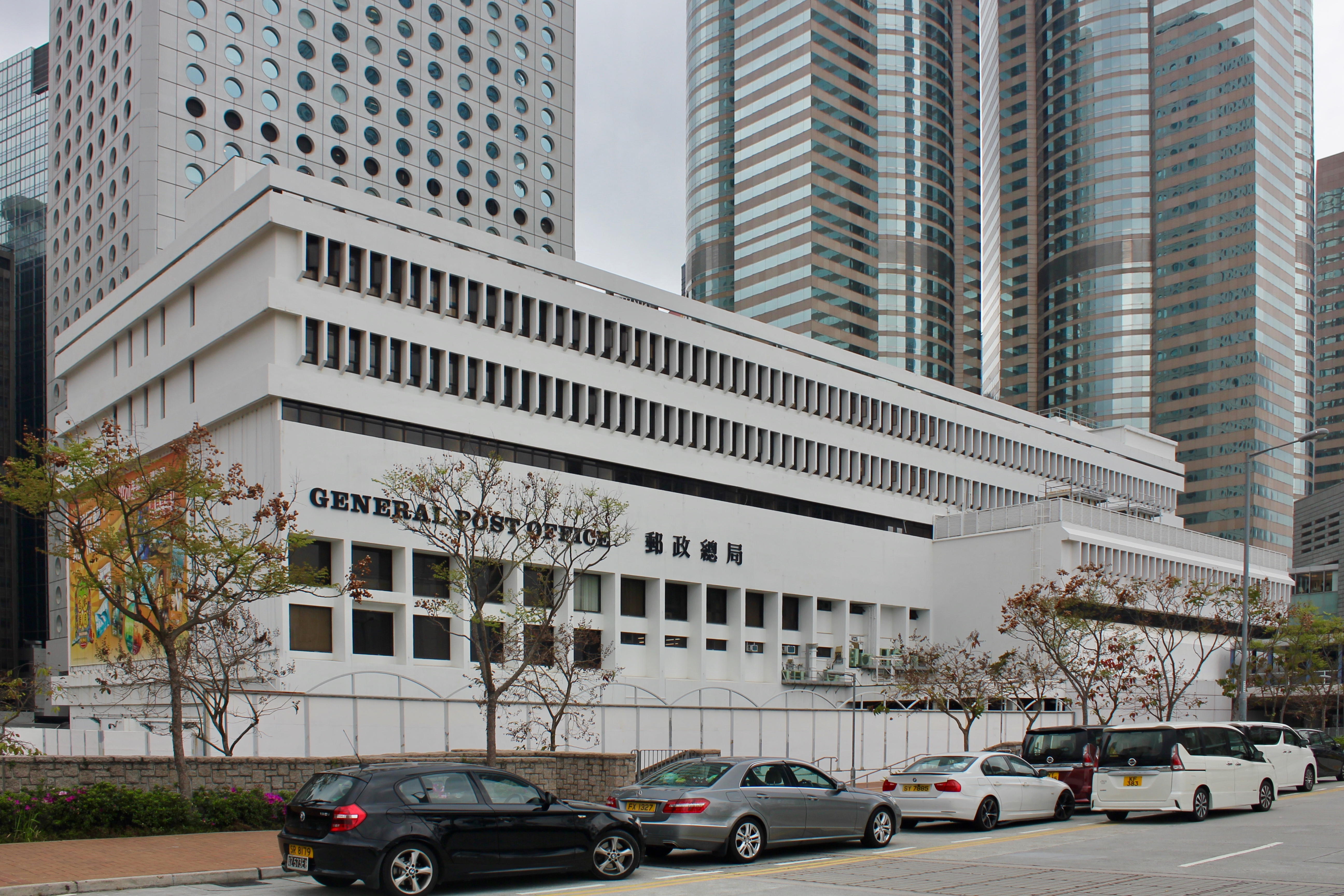
戴淑嬈於2021年9月2日出任香港郵政署長

戴淑嬈在2021年9月2日獲港府委任為香港郵政署長，填補因朱曼鈴履新財經事務及庫務局常任秘書長而出缺的職務。2019冠状病毒病疫情在她上任時仍然持續，中国內地更直指海外郵件帶有病毒，但戴隨即澄清郵件傳播病毒機會甚低，亦建議拆件後洗手潔淨。同時，疫情令香港國際機場的大量航班取消，儘管她允許由物流公司主動向郵政署提供機位，但因商業活動大減導致郵件數量急跌，部門的虧損連年擴大。雖然業務萎縮，戴仍決定繼續空郵中心的重建計劃。
戴為改善郵政署的經營狀況，銳意發展新業務，從原有的郵件派遞服務，擴展至速遞及供应链管理等物流服務，並針對跨境网络购物及一带一路貿易等市場。再者，郵政署在她的署長任期內引入自主机器人，在中央郵件中心中分發郵件，提昇派送效率、減省人手及加強職業安全健康。針對集郵產品，她則參考以往非物質文化遺產郵票大受歡迎的案例，在2023年7月推出絲襪奶茶主題郵票，並同時研究與澳門郵電和中国邮政增加聯合發行郵票。因此，她積極與澳門郵電和中国邮政加強聯繫，一直參與三地的高峰會議，並在2023年12月親自出席澳門郵電局恢復的實體會面。另外，她也曾親自前往北京拜訪国家邮政局及中国邮政，商討合作細節。

## 個人生活
戴淑嬈以閱讀、游泳及踏單車為興趣。她在擔任香港郵政署長後，於2024年3月在寶翠園斥資購入逾千呎的三房住宅單位。

## 榮譽

### 殊勳
- 官守太平紳士（J.P.）（香港2009年度授勳及嘉獎名單；2009年7月1日－）[26]

### 頭銜
- 戴淑嬈，JP（Leonia Tai Shuk-yiu, JP，2009年7月1日－）[26]

## 外部連結
- 戴淑嬈的個人官方領英頁面

| 政府职务      | 政府职务                                    | 政府职务      |
| ------------- | ------------------------------------------- | ------------- |
| 前任： 劉明光 | 政府產業署署長 2019年11月11日－2021年9月1日 | 繼任： 馮建業 |
| 前任： 朱曼鈴 | 香港郵政署長 2021年9月2日－                 | 現任          |